# Gustave Emmanuel Roy
Gustave Emmanuel Roy (13 de noviembre de 1823 en París - 20 de diciembre de 1912 en París) fue un comerciante parisino de la segunda mitad del siglo XIX.

## Biografía
Hijo de Auguste Emmanuel Roy, comerciante e industrial textil de Reims, y de Annette Carcenac (hermana de Henry-Gustave Carcenac), tiene una hermana, Clara, más joven que él. Su familia ha sido protestante durante generaciones. Se convirtió en socio de "Carcenac & Roy" en 1847 y luego de "Gustave Roy & Cie" en 1862. Al frente de su empresa "Roy frères", ascendió de rango y adquirió notoriedad en el círculo cerrado de los patrones parisinos. . , en el que destaca como un ferviente defensor del libre comercio. Incluso se hizo millonario, lo que le permitió, para agradecer a su esposa, de soltera Berger, el nacimiento de su hija Isabelle, tras la muerte infantil de una de las mayores, Hélène, comprar una "campaña", el castillo de Faÿ, No muy lejos de Andrésy.
Elegido miembro de la junta directiva de la Cámara de Comercio e Industria de París en 1878, se embarcó en la creación de la Escuela de Estudios Superiores de Comercio (conocida hoy como HEC Paris). El 3 de diciembre de 1881, como presidente de la Cámara de Comercio, inauguró la escuela, que luego se trasladó al bulevar Malesherbes. Presidente de la Cámara de Comercio de París de 1881 a 1883, fue vicepresidente de la Société d'encouragement pour l'industrie nationale, miembro del Consejo Consultivo de las Artes y las Manufacturas y del Consejo Superior de Agricultura.
Gustave Roy también fue presidente del consejo de administración de la compañía de seguros "La France" y miembro del consejo de administración de Chemins de fer de l'État, cargo en el que hizo campaña a favor de una revolución en los métodos de fijación de precios.
También fue presidente del consejo de administración del periódico L'Économiste français.
Era propietario del Château du Faÿ, situado en Andrésy, del Château d'Issan y del Château Brane-Cantenac con su cuñado Casimir Berger.
Casado con la hermana de Georges Berger, es padre de Gustave Roy (casado con Marie Mirabaud) y Ferdinand Roy (casado con Hélène Seydoux), además de padrastro de Emile Thurneyssen. Su segundo hijo (Hélène) y su quinto (Georges) murieron a una edad temprana.
Está enterrado en el cementerio de Père-Lachaise (3.ª división).

## Obras
- Question des banques, 1865
- 1823-1906. Souvenirs, 1906